# Jean Pierre de la Rosa
Jean Pierre de la Rosa (Guayaquil, Provincia del Guayas, Ecuador, 30 de julio de 1992) es un futbolista ecuatoriano. Juega de volante defensivo y su equipo actual es el Emelec de la Serie A de Ecuador.

## Trayectoria
A los 11 años de edad se unió a las divisiones menores del Club Sport Emelec, precisamente en la Sub-12. En el 2010 fue subido al primer plantel por Jorge Sampaoli y debutó el 3 de julio de ese año frente al Deportivo Quito en el Estadio Olímpico Atahualpa. Ese día debutó junto a Washington Vélez, Francisco Rendón, Bryan Carranza y Luis Seminario.

## Clubes
| Club   | País    | Año            |
| ------ | ------- | -------------- |
| Emelec | Ecuador | 2010- Presente |